# Поиск (модул МСС)
Поиск (рус. По́иск; у преводу претраживање, претрага), познат и под називом Мали-Истраживачки Модул 2 (рус. Малый исследовательский модуль, МИМ2) је један од модула руског сегмента Међународне свемирске станице, који се примарно користи за пристајање руских летелица са људском посадом или без ње. Приликом планирања изградње МСС овај модул имао је назив Модул за пристајање 1 (рус. Стыковочный отсек 1, енгл. Docking compartment 1) и скоро је идентичан модулу Пирс, након чијег лансирања 2001. није било значајнијих додатака руском орбиталном сегменту станице све до модула Поиск (2009).

## Лансирање
Модул Поиск лансиран је 10. новембра 2009. године у 14.22 UTC са Лансирне рампе 1 космодрома Бајконур, ракетом Сојуз-У. Модул је био спојен са модификованим аутоматским бродом за снабдевање — Прогрес, који је за ову мисију имао ознаку Прогрес М-МИМ2. Ово је било 1750. по реду лансирање ракете Сојуз. Ракета је осам минута након полетања доставила Поиск у ниску Земљину орбиту. Лансирање новог модула искоришћено је да се на МСС пошаљу поједине компоненте и намирнице за посаду — два нова свемирска одела Орлан, опрема за одржавање нормалних атмосферских услова на станици, медицинске намирнице и хигијенски производи за посаду.
Прогрес, који је у овој конфигурацији служио као реморкер за Поиск, обезбеђивао је напајање електричном енергијом и погон током два дана колико је требало да се достигне МСС. Два дана након полетања, Прогрес је започео аутоматски прилаз МСС помоћу КУРС система, а спајање са зенит (горњом) страном модула Звезда догодило се 12. новембра у 15.41 UTC. Врата између станице и новог модула први пут су отворили космонаути Максим Сурајев и Роман Романенко, 13. новембра 2009. у 12.17 UTC. Месец дана касније, 8. децембра, „реморкер” се одвојио од модула Поиск и удаљио се од станице, након чега је спровео паљење мотора и безбедно изгорео при повратку кроз Земљину атмосферу.

## Детаљи
Модул је, као и већину руских модула МСС, дизајнирала и изградила компанија Енергија. Модул ће примарно служити за спајање летелица Прогрес и Сојуз са МСС, али и као хипобарична комора за излазак у отворени свемир. Такође, служиће и за складиштење опреме, научне експерименте, а пружа и електричну енергију и каблове за прикупљање података за две локације на екстеријеру модула на које су касније додати научни експерименти.
Да би се модул успешно спојио са МСС, било је потребно да се спроведу две шетње свемиром. Прва шетња спроведена је 5. јуна 2009. у којој су учествовали Генадиј Падалка из Роскосмоса и Мајкл Барат из агенције NASA. Они су уградили две антене КУРС система за пристајање, мету коју ће Прогрес циљати и спровели су каблове који ће се касније повезати са новим модулом. Пет дана касније, исти космонаути су на модулу Звезда раван поклопац заменили конусним, који се стандардно користи при спајању руских летелица.
Након спајања Поиска са станицом било је потребно опремити га истом опремом како би на њега могле да пристану руске летелице. Космонаути Олег Котов и Максим Сурајев су 14. јануара 2010. спровели свемирску шетњу са тим циљем. Поставили су две антене КУРС система, уградили два рукохвата уз помоћ којих ће се у будућности лакше кретати по спољашњости модула и повезали каблове за напајање и телеметрију са остатком станице.
Модул Поиск први пут је употребљен 21. јануара 2010. када су Максим Сурајев и Џефри Вилијамс ушли у свој Сојуз ТМА-16 и преместили га са задње стране модула Звезда до новог модула. Спајање се догодило у 10.24 UTC. Од тада се редовно користи за спајање летелица Прогрес и Сојуз.

## Пристале летелице Сојуз
| Лого         | Летелица                    | Спајање                     | Одвајање                    |
|              | Сојуз TMA-16                | 21. јануар 2010. у 05.24 UTC   | 18. март 2010. у 08.03      |
|              | Сојуз ТМА-18                | 4. април 2010. у 05.25 UTC     | 25. септембар 2010. 02.02   |
|              | Сојуз ТМА-01М               | 10. октобар 2010. у 00.01 UTC  | 16. март 2011. у 04.27      |
|              | Сојуз ТМА-21                | 6. април 2011. у 23.09 UTC     | 16. септембар 2011. у 00.38 |
|              | Сојуз ТМА-22                | 16. новембар 2011. у 05.24  | 27. април 2012. у 08.15     |
|              | Сојуз ТМА-04М               | 17. мај 2012. у 04.36 UTC      | 16. септембар 2012. у 23.09 |
|              | Сојуз ТМА-06М               | 25. октобар 2012. у 12.29 UTC  | 15. март 2013. у 23.43      |
|              | Сојуз ТМА-08М               | 19. март 2013. у 02.28 UTC     | 10. септембар 2013. у 23.27 |
|              | Сојуз ТМА-10М               | 26. септембар 2013. у 02.45 | 11. март 2014. у 00.02      |
|              | Сојуз ТМА-12М               | 27. март 2014. у 23.53 UTC     | 10. септембар 2014. у 23.01 |
|              | Сојуз ТМА-14М               | 26. септембар 2014. у 02.11 | 11. март 2015. у 22.44      |
|              | Сојуз ТМА-16М               | 28. март 2015. у 01.33 UTC     | 11. септембар 2015. у 21.29 |
|              | Сојуз ТМА-18М               | 4. септембар 2015. у 07.42 UTC | 2. март 2016. у 01.05       |
|              | Сојуз ТМА-20М               | 19. март 2016. у 03.09 UTC     | 16. септембар 2016. у 21.51 |
| align=center | align=center \| Сојуз МС-02 | 19. октобар 2016. планирано |                             |